# Toni Acosta
Antonia Acosta León (10 d'abril de 1972, La Orotava, Canàries, Espanya), més coneguda com a Toni Acosta, és una actriu i humorista espanyola.

## Biografia
La carrera interpretativa de Toni Acosta està estretament connectada a la televisió, on cal destacar el seu paper de Vera Muñoz a la sèrie Policías, en el corazón de la calle, arran del qual va començar a fer-se popular. Més endavant va tenir un paper a la sèrie Un paso adelante.
El 2010 va formar part del repartiment de Supercharly, però van retirar la sèrie després del cinquè episodi per la poca audiència. L'any següent va interpretar el paper de Sonsoles durant tres temporades a Con el culo al aire, sèrie ambientada en un càmping. El 2015 es va incorporar a la sitcom Gym Tony a la segona temporada.
Al teatre destaca a obres com 5mujeres.com (2002), El mètode Grönholm (2007) i La gavina (2012).
El 2018 va fer un salt a la pantalla gran a Sin rodeos amb Santiago Segura i Silvia Abril, a El mejor verano de mi vida amb Leo Harlem, a Los futbolísimos amb Norma Ruiz i a Yucatán amb Luis Tosar.
El 2018 va protagonitzar Señoras del (h)AMPA, on interpreta el paper de la Mayte, juntament amb Malena Alterio, Mamen García i Nuria Herrero.

## Filmografia

### Televisió

#### Sèries de televisió
| Any             | Sèrie                               | Canal     | Personatge                | Notes        |
| --------------- | ----------------------------------- | --------- | ------------------------- | ------------ |
| 1996            | La casa de los líos                 | Antena 3  |                           | 1 episodi    |
| 1998            | Manos a la obra                     | Antena 3  |                           | 1 episodi    |
| 1998 - 1999     | Compañeros                          | Antena 3  | Mónica Ruiz / Vera        | 2 episodis   |
| 2000 - 2003     | Policías, en el corazón de la calle | Antena 3  | Vera Muñoz                | 83 episodis  |
| 2003            | 7 vidas                             | Telecinco | Bego                      | 1 episodi    |
| 2003 - 2005     | Un paso adelante                    | Antena 3  | Jacinta Jiménez "J.J."    | 49 episodis  |
| 2006            | Tirando a dar                       | Telecinco | Blanca                    | 7 episodis   |
| 2007 - 2008     | El síndrome de Ulises               | Antena 3  | Estela Miralles           | 26 episodis  |
| 2010            | Supercharly                         | Telecinco | Estefanía "Fani" Sáez     | 5 episodis   |
| 2010            | Adolfo Suárez, el presidente        | Antena 3  | Amparo Illana             | 2 episodis   |
| 2012 - 2014     | Con el culo al aire                 | Antena 3  | Sonsoles Abajo de la Vega | 42 episodis  |
| 2015 - 2016     | Gym Tony                            | Cuatro    | Raquel                    | 248 episodis |
| 2019 - presente | Señoras del (h)AMPA                 | Telecinco | Mayte Soldevilla          | ¿? episodis  |

#### Programes de televisió
| Any               | Programa            | Canal     | Funció     | Notes                                        |
| ----------------- | ------------------- | --------- | ---------- | -------------------------------------------- |
| 2013 - 2015; 2019 | Me resbala          | Antena 3  | Concursant | ¿? programes                                 |
| 2014              | MasterChef          | TVE       | Convidada  | 1 programa                                   |
| 2017              | Dani & Flo          | Cuatro    | Convidada  | 2 programes                                  |
| 2018              | Late motiv          | #0        | Convidada  | 1 programa                                   |
| 2018              | Viva la vida        | Telecinco | Convidada  | 2 programes                                  |
| 2019              | Todo es mentira     | Cuatro    | Convidada  | 1 programa, promoció de Señoras del (h)AMPA  |
| 2019              | Supervivientes      | Telecinco | Convidada  | 2 programes, promoció de Señoras del (h)AMPA |
| 2019              | Sálvame             | Telecinco | Convidada  | 2 programes, promoció de Señoras del (h)AMPA |
| 2019              | El concurso del año | Cuatro    | Convidada  | 1 programa                                   |

### Cinema
| Any  | Pel·lícula                 | Personatge       | Director            |
| ---- | -------------------------- | ---------------- | ------------------- |
| 2007 | Luz de domingo             | Covadonga "Cova" | José Luis Garci     |
| 2008 | 7 minutos                  | Ana              | Daniela Fejerman    |
| 2015 | Cuento de verano           | Antonia          | Carlos Dorrego      |
| 2015 | Tiempo sin aire            | Silvia           | Andrés Duque        |
| 2015 | Mi gran noche              | María            | Alex de la Iglesia  |
| 2015 | Incidencias                | Solana           |                     |
| 2016 | Wild Oats                  | Supervisora      | Andy Tennant        |
| 2018 | Yucatán                    | Chusa            | Daniel Monzón       |
| 2018 | Sin rodeos                 | Bea              | Santiago Segura     |
| 2018 | Los futbolísimos           | Laura            | Miguel Ángel Lamata |
| 2018 | El mejor verano de mi vida | Daniela          | Dani de la Orden    |
| 2019 | Padre no hay más que uno   |                  | Santiago Segura     |